# Golfo Azzurro
Die Golfo Azzurro ist ein ehemaliges Fischereifahrzeug. 

## Beschreibung
Das Schiff des Typs „Eurokotter“ wurde im Jahr 1987 als Trawler gebaut und als Maarten Cornelis unter niederländischer Flagge in Dienst gestellt (Fischereikennzeichen: TX-33). Es wurde für die Grundschleppnetzfischerei genutzt. Im Jahr 2009 wurde es mit einem „SumWing“ ausgerüstet, mit dessen Hilfe das Schleppnetz knapp über dem Meeresboden gehalten werden kann, so dass der Meeresboden durch das Netz weniger geschädigt wird. Als ein Nebeneffekt sinkt durch den geringeren Widerstand der Brennstoffverbrauch des Schiffes.
Das Schiff wird von einem Viertakt-Sechszylinder-Dieselmotor des Herstellers Caterpillar Tractor (Typ: 3606 DI TA) mit 1.680 kW Leistung angetrieben. Der Motor wirkt über ein Untersetzungsgetriebe auf einen Festpropeller. Das Schiff ist mit einem Bugstrahlruder ausgestattet.
Für die Stromerzeugung stehen zwei Generatoren zur Verfügung, die jeweils von einem Caterpillar-Tractor-Dieselmotor (Typ: 3406) angetrieben werden.

## Geschichte
Das Schiff wurde zunächst als Fischtrawler vor der niederländischen Küste genutzt.
Im Jahr 2010 kam das Schiff zur Golfo Azzurro Foundation mit Sitz in Rotterdam, die es als Golfo Azzurro unter die Flagge von Vanuatu brachte. Die Golfo Azzurro Foundation vercharterte das Schiff an die Sea Shepherd Conservation Society, die es u. a. in einer Kampagne gegen den Grindwalfang auf den Färöer einsetzte.
Im Sommer 2016 wurde das nun unter der Flagge Panamas fahrendes Schiff für einige Wochen von der Boat Refuge Foundation, einer Stiftung aus den Niederlanden, zur Rettung von Flüchtlingen im Mittelmeer genutzt. Die Aktivisten retteten nach eigenem Bekunden etwa 1500 Personen.